# Terni megye
Terni megye Olaszország Umbria régiójának egyik megyéje. Székhelye Terni.

## Fekvése
Terni megye Perugia, Rieti, Siena és Viterbo megyékkel határos.

## Községek(comuni)
- Acquasparta
- Allerona
- Alviano
- Amelia
- Arrone
- Attigliano
- Avigliano Umbro
- Baschi
- Calvi dell'Umbria
- Castel Giorgio
- Castel Viscardo
- Fabro
- Ferentillo
- Ficulle
- Giove
- Guardea
- Lugnano in Teverina
- Montecastrilli
- Montecchio
- Montefranco
- Montegabbione
- Monteleone d’Orvieto
- Narni
- Orvieto
- Otricoli
- Parrano
- Penna in Teverina
- Polino
- Porano
- San Gemini
- San Venanzo
- Stroncone
- Terni